# Hostětín
Hostětín (in tedesco Hostietin) è un comune della Repubblica Ceca facente parte del distretto di Uherské Hradiště, nella regione di Zlín.